# Groupe Ittefaq
Le groupe Ittefaq ou la fonderie Ittefaq (en anglais : The Unity Group ou Ittefaq Foundry) est un groupe industriel métallurgique spécialisé dans la production de métaux, notamment d'acier. Il a été fondé en 1939 par Muhammad Sharif et ses frères. Il est implanté dans la province du Pendjab et trouve son siège à Lahore, mais a été racheté en 2004. 
Nationalisé en 1972 puis privatisé en 1978, le groupe est depuis cette date surtout lié à la personnalité de Nawaz Sharif, qui devient un homme politique de premier plan à la fin des années 1980. 

## Historique

### Fondation
L'entreprise Ittefaq est fondée en 1939 par Muhammad Sharif et ses six frères sous la forme d'un modeste commerce de récupération de fonte. Cette famille est originaire du Cachemire et s'est installée à Amritsar dans le Pendjab à la fin du XIXe siècle. Lors de la partition des Indes et la création du Pakistan en 1947, la famille Sharif quitte Amritsar pour rejoindre le Pendjab pakistanais et installe son commerce dans la ville de Lahore. 
L'entreprise connait une forte expansion durant les années 1960, quand la famille Sharif créé plusieurs usines de production de métaux dans la périphérie de Lahore. Un four de fonte est implanté à Landa Bazaar en 1967 puis une usine dans les environs de Shahara. À peine quelques années plus tard, le groupe détient environ six usines métallurgiques en plus d'usines de sucre à travers la province du Pendjab. Il fait alors parties des plus grands groupes industriels du pays, et notamment des « 22 familles » qui détiendraient 68 % de l'industrie du pays. Le groupe Ittefaq est alors présent dans de nombreux secteurs de l’économie et emploie 2 000 personnes,. 

### Nationalisation et privatisation

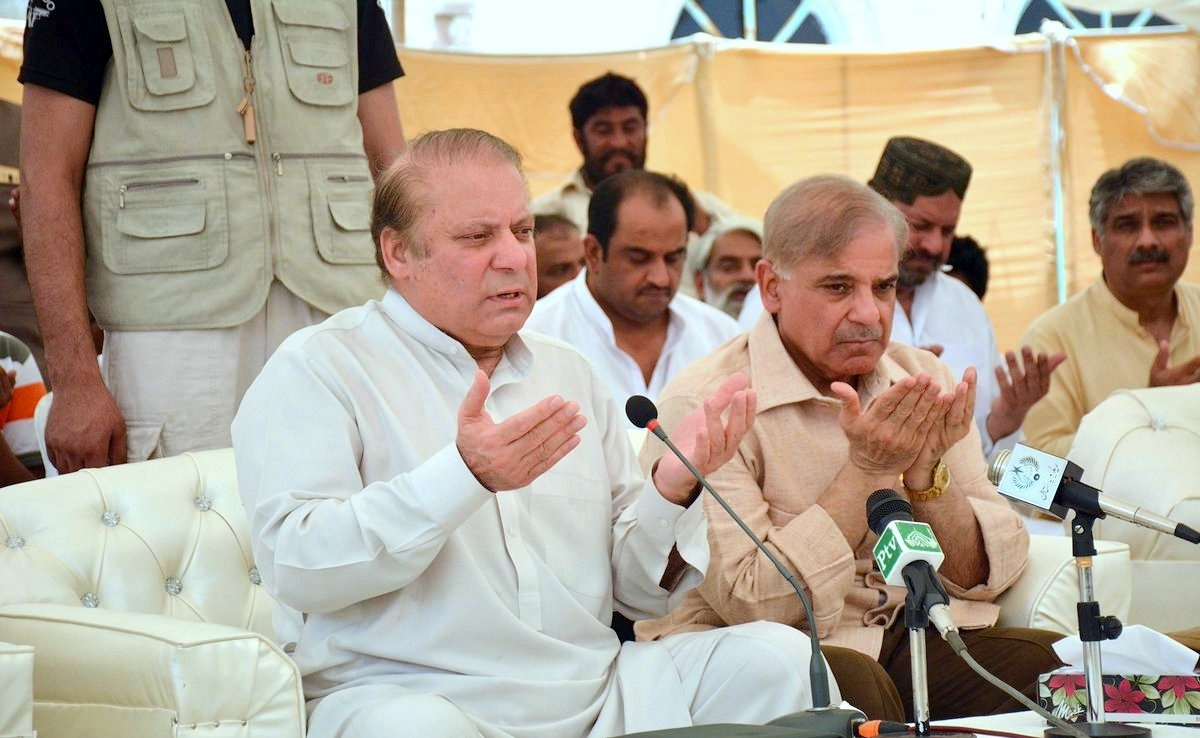
Nawaz Sharif à gauche et son frère Shehbaz Sharif à droite.

En 1972, près d'un an après l'arrivée du Parti du peuple pakistanais au pouvoir, le président Zulfikar Ali Bhutto entame une politique socialiste et nationalise les plus grandes industries du pays, dont le groupe Ittefaq. La famille Sharif s’éclipse alors de la scène économique et tente de développer des commerces à l'étranger. Cependant, le pouvoir de Bhutto est renversé en 1977 par le coup d'État du 5 juillet 1977 du chef de l'armée pakistanaise Muhammad Zia-ul-Haq, qui impose une dictature militaire et islamiste, en même temps qu'il privatise les entreprises nationalisées. En 1978, la fonderie est remise aux Sharif alors que trois ans plus tard, Muhammad Sharif et ses trois fils rentrent dans le pays et assurent la direction du groupe. La famille Sharif va alors se rapprocher considérablement du pouvoir militaire. Le plus vieux de ses fils Nawaz Sharif va prendre une importance considérable dans le groupe, et en 1983, il est introduit à la politique par Zia-ul-Haq qui en fait son ministre de l'économie de la province du Pendjab. En 1985, il devient même ministre en chef du Pendjab, dirigeant le gouvernement local de la province.
Sous le régime militaire de Zia-ul-Haq, le groupe Ittefaq se développe considérablement dépassant le milliard de dollars de chiffre d'affaires et comptant 3 500 employés en 1989. Alors qu'il devient lui-même Premier ministre en 1990, Nawaz Sharif est accusé de favoritisme quand il impose des restrictions sur l'industrie de la démolition navale qui se développe au Baloutchistan et fait concurrence aux usines du groupe Ittefaq. Celui-ci commence pourtant à se morceler à la fin des années 1990, avec la multiplication des enfants héritiers ou des veuves des fondateurs réclamant leur droit de propriété. Un accord est conclu sous la supervision de la Haute Cour de justice de Lahore en 1996 et le groupe est divisé en trois entités : groupe Sharif, groupe Ittefaq et groupe Haseeb Waqas. Nawaz Sharif et son frère Shehbaz Sharif continuent de gérer et développer le groupe Ittefaq par la suite. 
En 2004, le groupe est vendu à un conglomérat industriel de Faisalabad.

## Controverses
Depuis 2000, la famille Sharif est poursuivie dans plusieurs affaires judiciaires, accusée de non remboursements volontaires de prêts de la Banque nationale du Pakistan pour un montant de 1,6 milliard de roupies. Elle est acquittée dans cette affaire en 2015 par la Cour suprême.